# Tê giác trắng phương bắc
Tê giác trắng phương bắc hay tê giác trắng Bắc Phi (Ceratotherium simum cottoni) là một trong hai phân loài của loài tê giác trắng (phân loài kia là tê giác trắng phương nam). Trước đây tìm thấy ở một số nước trong khu vực Đông và Trung Phi phía nam sa mạc Sahara, nó được liệt kê Cực kỳ nguy cấp. Phân loài này là một loài động vật ở đồng cỏ và rừng hoang mạc. Tê giác trắng phương bắc cũng sống ở châu Phi nhưng thuộc địa bàn cao hơn về hướng Bắc, vùng từ Chad, Cameroon đến Uganda và Nam Sudan. Hiện tại, nhiều nghiên cứu vẫn đang gây tranh cãi về việc tê giác trắng phương Nam và phương bắc là hai loài khác biệt hay thuộc chung một chủng.
Bị săn giết để lấy sừng, loài tê giác trắng phương bắc hiện đang đứng bên bờ vực tuyệt chủng khi cả thế giới chỉ còn lại bốn con, trong đó con đực duy nhất đang được bảo vệ 24/24 giờ. Kể từ năm 2014 đến nay, trên thế giới chỉ còn lại năm cá thể tê giác trắng phương bắc. Trong đó cá thể đực 45 tuổi cuối cùng Sudan đã qua đời vào ngày 19 tháng 3 năm 2018, từng được chăm sóc tại khu bảo tồn Ol Pejeta (Kenya) cùng hai cá thể cái khác. Vào cuối những năm 1960, số lượng tê giác trắng phương bắc trên thế giới là khoảng 2000 con. Đến năm 1980 giảm xuống 15 con và đến nay chỉ còn duy nhất năm con..
Với hơn 2.000 con tê giác trắng phương bắc sinh sống trên thế giới tại thời điểm năm 1960. Đến năm 1984, chỉ còn 15 con sống do bị săn bắn quá nhiều. Không chỉ tàn sát tê giác để bán sừng với giá 75.000 USD/kg, những tay săn trộm còn đe dọa mạng sống của nhân viên bảo vệ loài động vật quý hiếm. Năm 1960, có hơn 2.000 con tê giác trắng miền Bắc sinh sống trên trái đất. Nhưng đến năm 1984, số loài sinh vật này chỉ còn lại 15 con do tình trạng săn bắn lấy sừng. Con tê giác trắng phương bắc đực cuối cùng là Sudan đã chết tại Kenya vào tháng 3/2018. Năm 2022, hai cá thể cái và đều là hậu duệ của Sudan đã chết.

## Đặc điểm
Tê giác trắng miền Bắc có xu hướng sống thành bầy đàn từ một đến bảy con, mặc dù chúng là những động vật to lớn. Trên mõm của chúng có hai sừng với cấu tạo từ các sợi keratin (không phải xương như ở gạc hươu, nai). Hình dạng miệng của chúng–ở tê giác trắng thì miệng của chúng rộng hơn để gặm được nhiều cỏ; theo một giả thuyết thì thuật ngữ "White" (trắng) trong tiếng Anh thực sự có nguồn gốc từ tiếng Afrikaan "weit", có nghĩa là rộng, thuật ngữ phương Bắc chỉ về địa bàn phân bố của quần thể phân loài này so với phân loài ở phương Nam/miền Nam/phía Nam.
Da của tê giác trắng phương Bắc cũng có màu hoàn toàn tương tự như của tê giác đen. Tê giác trắng thuộc phân loài này cũng có một bướu rõ nét ở phía sau cổ của nó để giữ được cái đầu to lớn. Mỗi chân của tê giác trắng có ba ngón. Chúng đôi khi được gọi là tê giác môi vuông do môi lỗi ra của chúng để hỗ trợ việc gặm các loại cỏ ngắn ở các vùng xavan. Chúng có khả năng đi 4 đến 5 ngày mà không cần nước uống. Tê giác trắng rất ít sinh sản khi bị giam cầm; kể từ năm 1995, chỉ có một con tê giác cái được sinh ra ở Dvur Králové.
Tê giác trắng miền bắc (Ceratotherium simum cottoni), trước đây tìm thấy ở một số quốc gia Đông Phi và Trung Phi, được coi là chỉ còn tồn tại ở ba khu vực vào năm 2006 
- Công viên quốc gia Garamba ở Cộng hòa dân chủ Congo
- Vườn thú Dvur Králové ở Cộng hòa Czech, tại đây có sáu con tê giác trắng
- Công viên động vật hoang dã San Diego, có ba con

Giống như tê giác đen, tê giác trắng phương Bắc cũng đang ở dưới các đe dọa do mất khu vực sinh sống và săn bắn trộm, chủ yếu gần đây là do việc bắn hạ của các nhóm gọi là Janjaweed. Điều này làm cho các nhà bảo tồn phải đưa đề nghị di chuyển bằng máy bay các con tê giác trắng còn lại ở Garamba tới Kenya vào tháng 1 năm 2005. Sự can thiệp của các lực lượng ngoại quốc vào công việc của Congo đã ngăn không cho công việc này được thực thi vào tháng 6 năm 2005. Ngược với các thông báo trên, công viên động vật hoang dã Whipsnade tại Vương quốc Anh đã thu được thành công đáng kể trong nhiều năm qua trong việc nhân giống tê giác trắng trong tình trạng giam cầm. Trên thực tế, vào năm 2005, ba con tê giác trắng đã được sinh ra trong bầy đàn ở Whipsnade.

## Tình hình

### Thực trạng
Tính đến tháng 11 năm 2015, chỉ có ba con tê giác của phân loài này lại. Chúng đều thuộc Vườn thú Dvur Králové ở Cộng hòa Czech, nhưng sống trong Ol khu bảo tồn Pejeta Conservancy ở Kenya và được bảo vệ bằng cách bảo vệ vũ trang. Sau năm 2000, sáu con tê giác trắng miền Bắc đã sống tại vườn thú Dvur Králové ở Cộng hòa Czech nhưng bốn trong số chúng (mà cũng là những loài động vật sinh sản duy nhất của phân loài này) được chuyển đến Ol khu vực Pejeta Conservancy tại Kenya, châu Phi, trong năm 2009, nơi các nhà khoa học hy vọng rằng họ sẽ lai tạo thành công phân loài này khỏi nguy cơ tuyệt chủng; một trong bốn con đã chết vào tháng 10 năm 2014.
Một trong hai con còn lại trong vườn chết vào cuối tháng năm 2011. Các loài tê giác cuối cùng ở đó, Nabire, qua đời vào tháng 7 năm 2015. Hai con tê giác sống ở San Diego Safari Park Zoo ở California: Angalifu, một con tê giác đực, chết trong tháng 12 năm 2014; Nola, một con cái, chết vào ngày 22 tháng 11 năm 2015. Sau khi khái niệm loài phát sinh loài, nghiên cứu gần đây đã cho thấy con tê giác trắng miền Bắc có thể là một loài hoàn toàn khác nhau, chứ không phải là một phân loài của tê giác trắng. Sự khác biệt về hình thái học và di truyền rõ rệt cho thấy hai loài được đề xuất đã được tách ra trong ít nhất một triệu năm. Tuy nhiên, các kết quả nghiên cứu không được chấp nhận rộng rãi bởi các nhà khoa học khác.
Tê giác trắng phía Bắc trắng (Ceratotherium simum cottoni) trước đây là dao động trên không phận phía tây bắc Uganda, miền nam Nam Sudan, phía đông của nước Cộng hòa Trung Phi, và nước Cộng hòa Dân chủ Đông Bắc của Congo phạm vi của nó có thể mở rộng về phía tây là hồ Chad và Cameroon.Những kẻ săn trộm làm giảm dân số của chúng từ 500 đến 15 trong những năm 1970 và 1980. Từ đầu những năm 1990 đến giữa năm 2003, dân số bị thu hồi cho hơn 32 loài động vật. Khảo sát năm 2000 cho thấy dân số đã bắt đầu hồi phục, với 30 loài động vật khẳng định trong năm 2000. Kể từ giữa năm 2003, săn trộm đã được tăng cường và giảm các quần thể hoang dã để chỉ 5-10 động vật sống trong Vườn quốc gia Garamba.
Năm 2006, bốn con tê giác sống trong Vườn quốc gia Garamba là những con tê giác hoang dã cuối cùng được biết đến theo Quỹ Quốc tế Bảo vệ Thiên nhiên. Tuy nhiên, vào tháng 6 năm 2008 nó đã được báo cáo rằng các phân loài có thể bị tuyệt chủng trong tự nhiên vì đã không nhìn thấy trong bốn cá thể còn lại được biết đến từ năm 2006 và các dấu hiệu của chúng kể từ năm 2007. Tính đến năm 2011, dân số này hiện đang được xem là có thể tuyệt chủng. Nếu được xác nhận, điều này sẽ làm cho tê giác trắng miền Bắc đã tuyệt chủng trong tự nhiên ngoài những nỗ lực cuối cùng, cơ hội của Ol Pejeta Conservancy để giới thiệu lại nó trong trạng thái hoang dã.
Ngày 28 Tháng 11 năm 2009, hai phi công máy bay trực thăng của Nga báo cáo nhìn thấy tê giác trắng phương Bắc ở miền nam Sudan. Nó được giả định rằng ba tê giác đã được phát hiện thuộc loài này, như tê giác khác đã không được sống trong khu vực cho một thời gian dài. Vào tháng 1 năm 2005, chính phủ của Cộng hòa Dân chủ Conggo (DRC) đã phê duyệt một kế hoạch hai phần năm loài tê giác trắng miền Bắc được chuyển từ Vườn quốc gia Garamba tới khu bảo tồn động vật hoang dã trong một Kenya. Phần thứ hai cam kết với các chính phủ và các đối tác quốc tế để tăng cường nỗ lực bảo tồn ở Garamba, do đó, các con tê giác trắng miền Bắc có thể được trả lại khi nó là an toàn một lần nữa.
Vào tháng 8 năm 2005, một cuộc khảo sát trên không được thực hiện đã chỉ tìm thấy bốn con vật, một con đực trưởng đơn độc và một nhóm của một con đực trưởng thành và hai cái trưởng thành. Tháng Sáu năm 2008, nó đã được báo cáo rằng các loài có thể đã tuyệt chủng trong tự nhiên, vì không ai trong bốn cá thể còn lại được biết đến đã được nhìn thấy kể từ năm 2006. Năm 2011, dân số này hiện đang xem xét để có thể đã tuyệt chủng. Dân số vườn thú đang giảm, và tê giác trắng miền Bắc đã hiếm khi sinh sản trong điều kiện nuôi nhốt. Bốn trong sáu tê giác từ Vườn thú Dvur Králové ở Cộng hòa Czech (mà cũng là những loài động vật sinh sản duy nhất của phân loài này) được chuyển đến Ol Pejeta Conservancy tại Kenya, châu Phi.Năm 2022, Tê giác trắng Bắc Phi đã được đưa vào diện tuyệt chủng sau nhiều năm

### Biến động
| Địa điểm                        | 1919          | 1960  | 1970 | 1989 | 1990 | 1996 | 1998 | 2000 | 2002 | 2003 | 2004   | 2005 | 2006 | 2007 | 2008 | 2009 | 2010 | 2011 | 2013 | 2014 | 2015 | 2016 | 2017 | 2018 | 2019 | 2020 |
| Hoang dã                        | 2,000- 3,000* | 2,000 | 500* | 15*  | 15   | 26   | 28   | 30   | 30   | 32   | 5-10   | 4    | 4    | 0    | 0    | 0    | 0    | 0    | 0    | 0    | 0    | 0    | 0    | 0    | 0    | 0    |
| ------------------------------- | ------------- | ----- | ---- | ---- | ---- | ---- | ---- | ---- | ---- | ---- | ------ | ---- | ---- | ---- | ---- | ---- | ---- | ---- | ---- | ---- | ---- | ---- | ---- | ---- | ---- | ---- |
| CH Trung Phi                    | n/a           | n/a   | n/a  | n/a  | 0    | 0    | 0    | 0    | 0    | 0    | 0      | 0    | 0    | 0    | 0    | 0    | 0    | 0    | 0    | 0    | 0    | 0    | 0    | 0    | 0    | 0    |
| CHDC Congo                      | n/a           | n/a   | n/a  | n/a  | 15   | 26   | 28   | 30   | 30   | 32   | 5-10   | 4    | 4    | 0    | 0    | 0    | 0    | 0    | 0    | 0    | 0    | 0    | 0    | 0    | 0    | 0    |
| Nam Sudan                       | n/a           | n/a   | n/a  | n/a  | 0    | 0    | 0    | 0    | 0    | 0    | 0      | 0    | 0    | 0    | 0    | 0    | 0    | 0    | 0    | 0    | 0    | 0    | 0    | 0    | 0    | 0    |
| Uganda                          | n/a           | n/a   | n/a  | n/a  | 0    | 0    | 0    | 0    | 0    | 0    | 0      | 0    | 0    | 0    | 0    | 0    | 0    | 0    | 0    | 0    | 0    | 0    | 0    | 0    | 0    | 0    |
| Nuôi nhốt                       | 0             | n/a   | 7    | 11   | 10   | 10   | 10   | 11   | 11   | 11   | 10     | 9    | 8    | 8    | 8    | 8    | 8    | 7    | 7    | 5    | 3    | 3    | 3    | 2    | 2    | 2    |
| Vườn thú Dvůr Králové, CH Czech | 0             | n/a   | 6    | 8    | 7    | 7    | 7    | 8    | 8    | 8    | 7      | 6    | 6    | 6    | 6    | 2    | 2    | 1    | 1    | 1    | 0    | 0    | 0    | 0    | 0    | 0    |
| Vườn thú Khartoum, Sudan        | 0             | n/a   | 1    | 1    | 0    | 0    | 0    | 0    | 0    | 0    | 0      | 0    | 0    | 0    | 0    | 0    | 0    | 0    | 0    | 0    | 0    | 0    | 0    | 0    | 0    | 0    |
| Ol Pejeta Conservancy, Kenya    | 0             | n/a   | 0    | 0    | 0    | 0    | 0    | 0    | 0    | 0    | 0      | 0    | 0    | 0    | 0    | 4    | 4    | 4    | 4    | 3    | 3    | 3    | 3    | 2    | 2    | 2    |
| Vườn thú San Diego, USA         | 0             | n/a   | 0    | 2    | 3    | 3    | 3    | 3    | 3    | 3    | 3      | 3    | 2    | 2    | 2    | 2    | 2    | 2    | 2    | 1    | 0    | 0    | 0    | 0    | 0    | 0    |
| Tổng                            | 2,000- 3,000* | 2,000 | 507* | 26   | 25   | 36   | 38   | 41   | 41   | 43   | 15- 20 | 13   | 12   | 8    | 8    | 8    | 8    | 7    | 7    | 5    | 3    | 3    | 3    | 2    | 2    | 2    |

* Ước tính

### Bảo tồn
Với việc chỉ còn 2 tê giác trắng phương bắc trên thế giới. Đây là một kết thúc không mấy có hậu đối với loài tê giác trắng miền Bắc khi hình ảnh chúng lang thang xuyên châu Phi, từ miền Nam Chad, qua Congo rồi lên Sudan đến nay đã không còn nữa. Chỉ hơn 50 năm trước, loài này có đến 2.000 con. Nhưng đến năm 1984 thì chỉ còn 15 con. Các nhà bảo tồn đã cứu chúng khỏi bờ vực tuyệt chủng khi nhân giống thành công, tăng lượng tê giác trắng lên đến 30 con chỉ sau một thập kỷ. Nhưng những kẻ săn trộm xuất hiện và toàn bộ công viên đều bị dọn sạch. Con tê giác trắng miền bắc cuối cùng được tìm thấy năm 2006. Chúng bị đe dọa tuyệt chủng vì nhu cầu phần lớn đến từ phương Đông vì tin rằng sừng tê giác sẽ chữa được bệnh ung thư.
Sau đó bốn con tê giác trắng phương bắc, một loài thú quý hiếm, đã được đưa trở về Kenya, vùng đất tổ tiên của chúng từ một vườn thú của Cộng hoà Séc, với mục đích sinh sản để tránh sự tuyệt chủng loài động vật quý hiếm này. Hai con đực và hai con cái đã làm một hành trình dài 7.300 km từ vườn thú Dvur Kralove (Séc) đến khu dự trữ Ol Pejeta, dưới châ núi Kenya, thông qua một dự án có tên là "Cơ hội sống sót cuối cùng". Hai con đực và hai con cái đã làm một hành trình dài 7.300 km từ vườn thú Dvur Kralove (Séc) đến khu dự trữ Ol Pejeta. Tinh trùng của những con đực sinh ra ở Dvur Kralove hiện đang được bảo tồn tại Viện nghiên cứu vườn thú và động vật hoang dã Leibniz (IZW) ở Berlin, Đức.

## Các cá thể

### Nabire
Trước đây thế giới còn năm con tê giác trắng phương bắc, tuy nhiên hiện chỉ còn lại bốn sau khi tê giác cái Nabire 31 tuổi qua đời do bệnh tật. Nó bị khối u lớn không thể chữa trị. Nó chết vì u nang vỡ tại Vườn thú Dvur Kralove, lúc 31 tuổi. Bệnh của nó không có cách chữa. U bệnh trong cơ thể Nabire rất to. Người ta mô tả cái chết của nó là sự mất mát khủng khiếp. Bên cạnh đó, một con tê giác trắng phương bắc khác đã chết trong vườn thú ở Mỹ, khiến số cá thể loài động vật quý hiếm này trên toàn thế giới giảm xuống còn năm con. Con tê giác cái Nabire sinh ra trong điều kiện nuôi nhốt năm 1983 ở Czech. 

### Angalifu
Con tê giác Angalifu, 44 tuổi, chết tại vườn thú San Diego, Mỹ. Sau khi con Angalifu chết thì chỉ còn năm con tê giác trắng phương bắc trên hành tinh, trong đó có Nola, một cá thể cái đã nhiều tuổi. Angalifu được đưa về vườn thú từ năm 1990. Nó là một trong 6 cá thể tê giác trắng phương bắc còn lại trên thế giới, và là một trong hai con đực thuộc số này.5 con còn lại hiện sống trong môi trường nuôi nhốt ở Mỹ, Czech và Kenya. Các chuyên gia từng thực hiện kế hoạch nhân giống để bảo tồn số lượng loài nhưng không thành công. Trong khi đó, hiện không có cá thể nào sống trong môi trường hoang dã.Trước đó khoảng hai tháng, một con tê giác đực đã chết ở khu bảo tồn Ol Pejeta, Kenya loài tê giác trắng phương bắc chỉ còn vỏn vẹn 5 cá thể trên Trái đất. Trong số đó, Sudan là con tê giác đực duy nhất sau sự qua đời của Angalifu một cá thể tê giác trắng đực ở tuổi 44.

### Suni
Vào tháng 10 năm 2014, Suni là con tê giác trắng đực thứ hai còn lại trên thế giới, cũng sống ở Ol Pojeta đã chết. Chỉ còn lại năm con tê giác trắng miền bắc trên thế giới, và ba trong số đó đang ở Kenya và đối diện nguy hiểm. Con tê giác có tên là Suni. Suni đã qua đời tại khu bảo tồn Ol Pejeta vì nguyên nhân tự nhiên. Suni được cho là cá thể đực cuối cùng có khả năng phối giống. Suni được sinh ra tại Vườn thú Dvur Kralove ở Cộng hòa Séc vào năm 1980. Sau cái chết của Suni, trên thế giới chỉ còn khoảng sáu con tê giác trắng phương bắc và tất cả chúng đều sống kiểu nuôi nhốt.

### Nola
Một trong bốn con tê giác trắng loài phương bắc cuối cùng trên thế giới vừa chết trong vườn thú tại Mỹ. Sau cuộc phẫu thuật sức khoẻ của Nola, con tê giác cái 41 tuổi ở công viên safari San Diego cũng không khá hơn và người ta phải để nó chết. Ngày 13/11/2015, Nola được mổ để hút mủ từ hông nhưng sau đó tình hình sức khoẻ không cải thiện. Con tê giác 41 tuổi với trọng lượng lên tới 1.800 kg được mang tới vườn thú nằm ở phía Nam California trong khuôn khổ chương trình nhân giống đã chết sau cuộc phẫu thuật. Thực tế, nhân viên y tế vườn thú đã tiến hành các biện pháp giám sát gắt gao sau khi Nola có những dấu hiệu suy giảm ăn uống và hoạt động.
Nola thu hút người xem đến vườn thú từ 1989. Nola là một biểu tượng, không chỉ với vườn bảo tồn San Diego mà đối với cả thế giới. Qua nhiều năm, hàng triệu người đã biết đến Nola và cuộc sống của tê giác trong môi trường tự nhiên khi tới với vườn bảo tồn, đọc vô vàn các câu chuyện trên phương tiện truyền thông cũng như mạng xã hội. Sau khi ra đời tại Sudan và được tìm thấy khi đạt 2 tuổi, Nola đã được mang tới Califonia từ một vườn thú của Czech để phục vụ công tác bảo tồn.

### Sudan
Hiện tại nhiệm vụ sinh sản duy trì nòi giống loài tê giác trắng phương bắc đang được đặt lên con tê giác đực Sudan, 42 tuổi, đang sống tại khu bảo tồn Ol Pejeta (Kenya) và ba con cái: Fatu và Najin - sống ở khu bảo tồn Ol Pejeta, và Nola - sống ở vườn thú San Diego (Mỹ). Sudan hiện là cá thể tê giác trắng phương bắc đực cuối cùng trên thế giới. Sudan cùng hai con cái cùng loài được chăm sóc tại Khu bảo tồn Ol Pejeta, Kenya, từ cuối năm 2009. Đây là ba trong 5 cá thể tê giác trắng phương bắc còn sót lại trên thế giới. Con tê giác 43 tuổi – dự tính có thể sống đến 50 tuổi – là cơ hội cuối cùng để duy trì nòi giống tê giác trắng miền bắc. Sudan được chuyển đến cùng với hai con tê giác trắng giống cái từ một sở thú ở Cộng hòa Séc hồi tháng 9 năm 2009. Khu bảo tồn này chuyên chăm sóc tê giác và đã từng thành công trong việc nhân giống loài tê giác đen.
Cuộc đời tê giác Sudan gắn liền với những lần lưu lạc, tha hương. Sinh ra tại miền Nam Sudan nhưng tới năm 1973, Sudan bị bắt và chuyển tới sở thú Dvur Králové với phục vụ mục đích thương mại cho người dân tham quan. Do là con đực duy nhất còn lại nên Sudan được bảo vệ rất nghiêm với đội bảo vệ có vũ trang canh chừng 24/24 giờ. Sừng của nó cũng được cưa để ngăn bọn săn trộm làm hại nó. Các chiến sĩ bất chấp đánh đổi cả tính mạng để ngăn những tên săn trộm tấn công con tê giác trong bối cảnh giá ngà tê giác đang tăng mạnh.Sừng của nó bị cắt đi để đề phòng mấy tên săn trộm. Nếu nó không có sừng, họ sẽ không còn hứng thú với nó. Dù con tê giác này không có sừng, nhưng đội kiểm lâm vẫn rất lo lắng cho con tê giác đực đang được chăm sóc tại khu bảo tồn Ol Pojeta, Kenya.
Các chuyên gia động vật từng thử cho Sudan giao phối tự nhiên với hai con tê giác cái cùng loài là Najin, 27 tuổi và Satu 17 tuổi, nhưng không thành công. Một trong những nguyên nhân hàng đầu là tuổi tác, các chuyên gia đã thử mọi cách để chúng giao phối với nhau, đưa chúng vào môi trường bán hoang dã, song vẫn không thành công. Mấy năm trước Sudan có giao phối với hai con cái sống chung nhưng hai con cái này không thụ thai. Hiện nó đã già yếu, không còn khả năng giao phối tự nhiên. Ngoài ra số lượng tinh trùng của nó cũng giảm mạnh, do đó để duy trì nòi giống sư tử trắng phương bắc, các chuyên gia chỉ còn cách cho nó thụ tinh trong ống nghiệm và con cái thích hợp nhất cho việc này là Nola.
Theo các nhà khoa học, cơ hội sinh sản của Sudan và hai cá thể cái còn lại ngày càng giảm. Tuy nhiên, họ vẫn nỗ lực giúp Sudan giao phối, hy vọng cá thể con chào đời sẽ bảo vệ loài này trước nguy cơ tuyệt chủng. Để bảo vệ chú trước những kẻ săn sừng tê tàn bạo, một đội kiểm lâm đặc biệt đã được lập ra và có thể nổ súng bất cứ lúc nào nếu xuất hiện mối đe dọa rình rập. Tê giác đực Sudan đang được cho ăn tại khu bảo tồn Ol Pejeta. Ước tính chiếc sừng của nó có giá lên tới 75.000 đô-la Mỹ/kg. Để bảo vệ Sudan cùng hai cá thể tê giác cái, một đội kiểm lâm đặc biệt đã được lập ra với phạm vi hoạt động trải rộng trên khu vực có diện tích khoảng 90.000 mẫu Anh. Thiết bị của họ bao gồm hệ thống GPS, máy bay trinh sát và chó được huấn luyện để phát hiện con người hoặc bất cứ sự đe dọa an ninh nào
Con tê giác trắng miền bắc giống đực cuối cùng của thế giới đã được ngành chức năng loại bỏ sừng để đảm bảo an toàn cho nó hiện đang được bảo vệ bởi lực lượng vũ trang Kenya 24/24. Đây là nỗ lực nhằm cứu lấy giống tê giác quý hiếm này. Sudan, được bảo vệ cả ngày lẫn đêm bởi một nhóm kiểm lâm. Tuy nhiên, việc giữ an toàn cho những con tê giác hiện đang tốn khá nhiều chi phí, khoảng 2.4 tỷ đồng một đội 40 người trong 6 tháng. Tiền được trả lấy từ nguồn thu du lịch Bảo vệ Sudan là hoạt động rất tốn kém. Mỗi tháng chính phủ Kenya phải chi 75.000 bảng để trả lương cho 40 binh sĩ và mua thức ăn cho con vật
Những nhà chức trách hi vọng những con tê giác trắng có thể sinh con, nhưng mọi nỗ lực cho đến nay đều không thành công. Sudan, được lắp máy phát vô tuyến và bảo vệ cẩn mật có vũ trang 24/24 tại nơi sinh sống ở Kenya. Sừng của nó cũng được cắt đi để tránh săn trộm. Trang bị vũ khí hạng nặng giữ tê giác trắng còn sống sót. Nhà chức trách Kenya đang triển khai lính có vũ trang để bảo vệ 24/24 con tê giác đực thuộc loại tê giác trắng miền Bắc cuối cùng còn sống sót trên trái đất.Các lính gác được trang bị vũ khí hạng nặng và thỉnh thoảng vẫn đến các thị trấn lân cận để thu thập thông tin tình báo về hoạt động săn trộm tê giác ở đây.
Để bảo vệ cá thể đực cuối cùng trong phân loài tê giác trắng phương bắc, 40 binh sĩ Kenya cầm súng và đứng xung quanh nó suốt cả ngày lẫn đêm.Sudan là tên của con tê giác trắng phương bắc đực duy nhất còn sống trên thế giới. Hiện tại nó đang sống trong khu bảo tồn Ol Pojeta ở Kenya. Lo ngại cho tính mạng của nó, chính phủ Kenya điều động 40 binh sĩ bảo vệ nó 24/24h trong ngày. Nhà chức trách cưa sừng của Sudan để làm giảm mức độ hấp dẫn của nó đối với bọn săn trộm. Những binh sĩ bảo vệ Sudan cũng hiểu rằng họ luôn đối mặt với cái chết trong quá trình thi hành nhiệm vụ. Trên thế giới, giờ chỉ còn mình Sudan là tê giác trắng phương bắc giống đực.
Trong một nỗ lực nhân giống để duy trì nòi giống cho cá thể tê giác trắng đực duy nhất còn sống, các chuyên gia đã đưa hình ảnh của con tê giác lên ứng dụng hẹn hò. Tê giác đực Sudan dự kiến sẽ xuất hiện trong một quảng cáo trên ứng dụng hẹn hò Tinder để tìm bạn tình. Thông tin của Sudan trên ứng dụng hẹn hò dự kiến có nội dung như sau: "Tôi không có ý muốn làm quá mọi chuyện nhưng số phận của giống loài phụ thuộc vào tôi. Tôi thích ăn cỏ và ngâm mình trong bùn, không có vấn đề gì về sức khỏe, cao 1,8 mét, nặng hơn 2.000 kg". Tiểu sử của Sudan sẽ được xem trên ứng dụng Tinder ở 190 quốc gia với hơn 40 thứ tiếng. Mỗi lượt xem hồ sơ của Sudan trên Tinder, người dùng sẽ được hướng đến trang web của chiến dịch "Gã độc thân lý tưởng nhất thế giới". Thông qua đó hy vọng có thể quyên góp đủ 9 triệu USD cho phương pháp thụ tinh trong ống nghiệm, nhằm duy trì nòi giống cho loài động vật này. Nhưng hi vọng đã bị dập tắt khi vào ngày 19 tháng 3 năm 2018, Sudan đã qua đời ở khu bảo tồn Ol Pejeta (Kenya) vì sức khỏe không ổn định và do tuổi già. Vì là con đực cuối cùng (hai con còn lại đều là cá thể cái) nên hy vọng bảo tồn và phát triển loài động vật gần như đã bị dập tắt. Các nhà khoa học mong rằng sẽ hồi sinh loài này trong tương lai nhờ công nghệ tế bào tiên tiến.

### Fatu và Najin
Trong thời gian này, tê giác Sudan kết đôi và có hai tê giác con là Naribe (sinh năm 1983) và Najin (sinh năm 1989). Tê giác cái Najin sau đó còn sinh được một cá thể tê giác con tên Fatu, giúp Sudan lên chức "ông" trong gia đình. Tới tháng 12/2009, chú được chuyển tới Ol Pejeta Conservancy cùng tê giác con Najin. Chúng được nuôi dưỡng trong chương trình bảo tồn và nhân giống đặc biệt nhằm cứu loài tê giác trắng phương bắc khỏi sự tuyệt chủng. Các chuyên gia quốc tế đang nỗ lực giúp Sudan giao phối với Fatu và Najin để duy trì sự tồn tại của loài tê giác trắng. Vấn đề là Sudan hiện đã 42 tuổi, thuộc vào loại tuổi cao. Fatu mới 15 tuổi còn Najin 25.
Cả ba con tê giác trắng đều khỏe mạnh, nhưng tuổi tác của Sudan có thể là nguyên nhân khiến Fatu và Najin chưa thụ thai. Sudan đã lớn tuổi và có thể gặp khó khăn trong việc giao phối. Ngoài ra, lượng tinh trùng của Sudan đã trở nên thấp hơn trong thời gian qua. Najin bị yếu chân, do đó cũng ảnh hưởng đến việc giao phối.Trước đó Sudan đã từng giao phối với Fatu và Najin, nhưng cả hai con cái đều chưa thụ thai được. Nếu Fatu và Najin không sớm thụ thai, Sudan có thể sẽ chết già và như vậy loài tê giác trắng miền Bắc sẽ tuyệt chủng. Trong đó, con đực Sudan 42 tuổi, hiếm có khả năng sinh sản do tuổi tác. Hai chân sau của nó đang yếu dần, lượng tinh trùng cũng suy giảm. Các nhà khoa học vẫn hy vọng có thể duy trì loài này nhờ thụ tinh nhân tạo hoặc những phương pháp khoa học khác.